# Chaply
 (mai 2022).
Si vous disposez d'ouvrages ou d'articles de référence ou si vous connaissez des sites web de qualité traitant du thème abordé ici, merci de compléter l'article en donnant les références utiles à sa vérifiabilité et en les liant à la section « Notes et références ».
Chaply est un hameau des communes belges de Sprimont et Esneux situé en Région wallonne dans la province de Liège.
Le bas du hameau est administré par la commune d'Esneux tandis que le haut dépend de la commune de Sprimont.

## Situation
Ce hameau condrusien se trouve le long de la côte qui conduit de Montfort à Fays sur une crête dominant les vallées de la Haze au nord et de l'Ourthe au sud. L'ancienne carrière de la Gombe se trouve à proximité de Chaply.